# Mel Senen Sarmiento
Mel Senen Sarmiento (Manilla, 11 augustus 1962) is een Filipijns politicus en bestuurder.

## Biografie
Mel Senen Sarmiento werd geboren op 11 augustus 1962 in de Filipijnse hoofdstad Manilla. Hij behaalde een bachelor-diploma handel aan de University of San Carlos in Cebu City. Hij werd in 1992 gekozen tot viceburgemeester van Calbayog. In 1995 deed hij er zonder succes mee aan de burgemeestersverkiezingen. Nadien was hij van 1996 tot 2001 directeur van de Rural Bank in Calbayog. 
In 2001 werd Sarmiento wel gekozen tot burgemeester van Calbayog. Bij de verkiezingen van 2004 en 2007 werd hij herkozen, waardoor hij de maximale toegestane drie opeenvolgende termijnen als burgemeester van Calbayog diende. Bij de verkiezingen 2010 werd Sarmiento namens het 1e kiesdistrict van Western Samar gekozen in het Filipijns Huis van Afgevaardigden. Bij de verkiezingen van 2013 werd hij herkozen. In 2015 werd hij door president Benigno Aquino III benoemd tot minister van binnenlandse zaken en lokaal bestuur. Hij was de opvolger van Mar Roxas, die ontslag nam om bij de verkiezingen van 2016 mee te kunnen doen aan de presidentsverkiezingen.